# Erik Hornung
Erik Hornung (ur. 1933 w Rydze, zm. 11 lipca 2022) – niemiecki egiptolog zamieszkały w Szwajcarii, autor wielu książek. 
Ukończył studia egiptologiczne na uniwersytetach w Tybindze i Getyndze, odbył staż w Niemieckim Instytucie Archeologicznym w Kairze. W 1956 obronił doktorat na Uniwersytecie w Tybindze. Od 1963 był docentem na Uniwersytecie w Münster. W 1967 został profesorem i dyrektorem Seminarium Egiptologicznego Uniwersytetu w Bazylei, a w 1989 nadano mu funkcję wiceprezydenta Międzynarodowego Stowarzyszenia Egiptologów.
Uznany za jednego z najwybitniejszych autorytetów w dziedzinie egipskiej religii.

## Publikacje
W języku polskim:
- Jeden czy wielu? Koncepcja Boga w starożytnym Egipcie (przeł. A. Niwiński), PWN, Warszawa, 1991.
- Egipt ezoteryczny. Tajemna wiedza Egipcjan i jej wpływ na kulturę Zachodu (przeł. Andrzej Niwiński). Wydawnictwa Uniwersytetu Warszawskiego, 2023.